# Питирим (патріарх Московський)
Патріарх Питирим (?, Суздаль — 19 квітня 1673 року , Москва) — восьмий Патріарх Московський і всієї Русі

## Життєпис
Народився у Суздалі, прийняв постриг у Спасо-Ємфимівському монастирі. З 1650 року — архімандрит цього монастиря. В 1654 році переведений до Московського Новоспаського монастиря..
2 грудня 1655 Патріархом Никоном був поставлений митрополитом Сарським і Подонським. Сарський та Подонський митрополит мав єпархію лише на папері та фактично виконував роль управителя патріаршими справами.
Коли Никон залишив патріарший престол, Питирии як митрополит Сарський став виконувати його обов'язки, але без титулу Патріаршого Місцеблюстителя; діяв без відносин з Никоном, але за « государевим царевим указом».
У 1662 патріарх Никон наклав на митрополита анафему.
5 серпня 1664 року митрополит Питирим був соборно вибраний «на найвищої степені великого Нового Граду і Великих Лук митрополита».
Під час суду над Никоном Питирим виступав одним из найлютіших ворогів та найгрубіших обвинувачувачів патріарха, надіючись, очевидно, зайняти після скинення Никона патріарший престол. Проте це йому не вдалося; патріархом обрали Іоасафа.
Тільки 7 липня 1672 став патріархом, будучи вже досить сильно хворим; управлінням займався митрополит Іоаким . В тому ж році хрестив у Московському Чудовому монастирі майбутнього імператора Петра I.
Після десятимісячного патріархату, який нічим й не відзначився, 19 квітня 1673 року Питирим помер. Похований в Успенському соборі Кремля.
1. ↑  Питирим, Патриарх Московский и всея Руси. Patriarhia.ru